# Плувара
Плувара́ (фр. Plouvara, брет. Plouvara) — коммуна во Франции, находится в регионе Бретань. Департамент — Кот-д’Армор. Входит в состав кантона Плело. Округ коммуны — Генган.
Код INSEE коммуны — 22234.

## География
Коммуна расположена приблизительно в 390 км к западу от Парижа, в 105 км северо-западнее Ренна, в 11 км к западу от Сен-Бриё.

## Население
Население коммуны на 2016 год составляло 1 148 человек.
| 1962 | 1968 | 1975 | 1982 | 1990 | 1999 | 2010 |
| ---- | ---- | ---- | ---- | ---- | ---- | ---- |
| 909  | 793  | 780  | 864  | 933  | 910  | 1105 |

## Экономика
В 2007 году среди 698 человек в трудоспособном возрасте (15—64 лет) 532 были экономически активными, 166 — неактивными (показатель активности — 76,2 %, в 1999 году было 76,9 %). Из 532 активных работали 492 человека (270 мужчин и 222 женщины), безработных было 40 (19 мужчин и 21 женщина). Среди 166 неактивных 64 человека были учениками или студентами, 56 — пенсионерами, 46 были неактивными по другим причинам.

## Достопримечательности
- Часовня в деревне Кернье
  - Статуя «Богоматерь с младенцем» (XIV век). Высота — 160 см; дерево. Исторический памятник с 1974 года[3]
- Часовня в деревне Сеньо
  - Алтарь, заалтарный образ, статуя «Богоматерь с младенцем», 13 статуэток (XVII век). Исторический памятник с 1964 года[4]
- Менгир Пре-де-Каме (эпоха неолита). Исторический памятник с 1964 года[5]